# Homoncocnemis psaphidoides
Homoncocnemis psaphidoides är en fjärilsart som beskrevs av Dyar 1914. Homoncocnemis psaphidoides ingår i släktet Homoncocnemis och familjen nattflyn. Inga underarter finns listade i Catalogue of Life.